# Crenidium spinescens
Crenidium spinescens är en potatisväxtart som beskrevs av L. Haegi. Crenidium spinescens ingår i släktet Crenidium, och familjen potatisväxter. Inga underarter finns listade i Catalogue of Life.